# خیرآباد (ولسوالی خواهان)
خیرآباد (به لاتین: Kheyrabad) یک منطقهٔ مسکونی در افغانستان است که در ولسوالی خواهان واقع شده‌است. خیرآباد ۱٬۰۰۰ متر بالاتر از سطح دریا واقع شده‌است.